# Shane Edwards
Shane Edwards, né le 31 mai 1987, à Gilbert, en Arizona, est un joueur américain de basket-ball. Il évolue au poste d'ailier.

## Palmarès
- Vainqueur du Shooting Stars Competition du NBA Development League All-Star Game 2011
- First-team All-Sun Belt 2009